# Клавьере
Клавьере (итал. Claviere) — коммуна в Италии, располагается в регионе Пьемонт, в провинции Турин.
Население составляет 163 человека (2008 г.), плотность населения составляет 82 чел./км². Занимает площадь 2 км². Почтовый индекс — 10050. Телефонный код — 0122.
В коммуне 2 июля особо празднуется Встреча Пресвятой Богородицы и Елизаветы.

## Демография
Динамика населения:

## Администрация коммуны
- Официальный сайт: http://www.comune.claviere.to.it/ Архивная копия от 9 января 2010 на Wayback Machine